# 麻生まどか
麻生 まどか（あそう まどか、9月15日 - ）は、日本の女性声優。オフィス薫所属。埼玉県出身。

## 略歴
勝田声優学院、オフィス薫所属付属養成所1期卒業生。

## 人物
音域はソプラノ〜アルト。
特技は肩もみ。趣味は読書。

## 出演
太字はメインキャラクター。

### テレビアニメ
- しましまとらのしまじろう
- ジンジャーの青春日記（フッジー）
- クレヨンしんちゃん（まつざか先生の母）

### 吹き替え
- エンジェル
- ザ・エージェント
- ザ・クラフト（ボニー）
- ザ・プラクティス ボストン弁護士ファイル
- サタデー・ナイト・フィーバー
- 西太后
- シャロウ・グレイブ
- ストレンジャー
- ちびっこギャング
- 逃亡者
- バフィー 〜恋する十字架〜
- ビバリーヒルズ高校白書
- ビバリーヒルズ青春白書
- フリークハウス
- ブロークン・マネー
- ボーイ・ミーツ・ワールド
- マルコム in the Middle（スティービー）
- メルローズプレイス
- モエシャ（キム）
- ユニバーサル・ソルジャー/ザ・リターン
- ラストサマー（デブ）※DVD版
- リプレイスメント・キラー

### ナレーション
- IBM

### VP
- ケンコーマヨネーズ